# Commissie evaluatie afgesloten strafzaken
De Commissie evaluatie afgesloten strafzaken (CEAS) is ingesteld naar aanleiding van het onderzoeksrapport van de commissie-Posthumus inzake de Schiedammer parkmoord. In deze strafzaak bleek achteraf dat de veroordeelde, ondanks alle beroepsprocedures doorlopen te hebben, toch onterecht veroordeeld was zodat er sprake was van een justitiële dwaling.

## Achtergrond
In de aanloop naar het debat met de Tweede Kamer over het evaluatierapport werd in de media gesuggereerd dat de Schiedammer parkmoord niet op zichzelf zou staan. Zo zouden er - met name bij de politie - functionarissen in gewetensnood zitten vanwege het feit dat zij kennis hadden van vonnissen waarin mensen ten onrechte waren veroordeeld omdat er informatie zou zijn achtergehouden aan de rechter.
Op basis van deze informatie zei de minister van Justitie de Tweede Kamer toe dat hij een commissie zou laten instellen die de signalen van dergelijke functionarissen kan onderzoeken. Uiteindelijk is dit vertaald in de instelling van de Commissie evaluatie afgesloten strafzaken. De taakstelling en bevoegdheden zijn neergelegd in het instellingsbesluit dat is gepubliceerd in de Staatscourant van 13 april 2006.
Doel van de commissie was om door middel van onderzoek na te gaan of zich in een specifieke strafzaak in de opsporing, vervolging en/of de presentatie van het bewijs ter terechtzitting ernstige manco's hebben voorgedaan die een evenwichtige beoordeling van de feiten door de rechter in de weg hadden gestaan. Om staatsrechtelijke redenen bleef de rol van de zittende magistratuur in dit onderzoek buiten beschouwing.
De CEAS was ingesteld door het College van procureurs-generaal en bestond uit verschillende advocaten-generaal, strafrechtswetenschappers, voormalig politiefunctionarissen en (oud) advocaten. Uit deze groep werd door het College voor elk toegewezen voorstel een driemanschap geformeerd dat het onderzoek uitvoerde. Op verzoek van de Tweede Kamer was er een vaste toegangscommissie onder voorzitterschap van een onafhankelijke wetenschapper. Deze toegangscommissie adviseert het College of er aanleiding is om nader onderzoek in te stellen.
Bij de instelling van deze toegangscommissie in mei 2006 was Ybo Buruma, hoogleraar straf- en strafprocesrecht aan de Radboud Universiteit Nijmegen als voorzitter benoemd. De twee overige leden van de toegangscommissie zijn M. Wladimiroff, advocaat te Den Haag, en F. Posthumus, Officier Kwaliteit Opsporing en Vervolging op het Parket Amsterdam.
De toegangscommissie werd ondersteund door medewerkers van het Parket-Generaal.
In tegenstelling tot de Britse Criminal Cases Review Commission was de CEAS geen onafhankelijk orgaan.
De taken van de Commissie evaluatie afgesloten strafzaken zijn in 2012 overgedragen aan de procureur-generaal bij de Hoge Raad. De CEAS hield daarmee op te bestaan.

## Belangrijke rapportages

### Lucia de Berk
De commissie Grimbergen onderzocht de zaak-Lucia de Berk. Deze Haagse verpleegkundige werd in juli 2006 veroordeeld tot levenslange celstraf wegens zeven moorden en drie pogingen tot moord op ziekenhuispatiënten. Op maandag 29 oktober 2007 werd door het Openbaar Ministerie bekendgemaakt dat de CEAS het Openbaar Ministerie heeft geadviseerd om de Hoge Raad te vragen om herziening van de zaak Lucia de Berk.

### Enschedese ontuchtzaak
Op 18 december 2007 is het rapport over de Enschedese ontuchtzaak (de zaak K.) door de commissie Vermeulen openbaar gemaakt.

### Ina Post
Het rapport inzake Ina Post van de commissie Van Beuningen werd aanvankelijk in januari 2008 verwacht.
Op 19 maart 2008 werd bekendgemaakt dat de procureur-generaal bij de Hoge Raad het rapport ontvangen heeft dat het driemanschap van de Commissie evaluatie afgesloten strafzaken heeft opgesteld over het oorspronkelijke onderzoek door de politie en het Openbaar Ministerie in de strafzaak tegen Ina Post. Mevrouw Post is in 1987 wegens doodslag veroordeeld tot een gevangenisstraf van zes jaar. Het driemanschap heeft zijn onderzoek verricht en daarover gerapporteerd in opdracht van het College van procureurs-generaal van het OM. Dat college heeft het rapport aan de Procureur-generaal bij de Hoge Raad gezonden.
De conclusie van het driemanschap luidt dat het oorspronkelijke onderzoek in de zaak Ina Post en de daarop gevolgde onderzoekshandelingen en beslissingen zodanige onvolkomenheden vertonen dat niet kan worden gesproken van een correcte, een volledige, een betrouwbare en een evenwichtige presentatie van het onderzoek en de resultaten daarvan aan de rechter.

## 2008: discussie over het heropenen van zaken
In maart 2008 wordt er veel aandacht besteed aan de kwaliteit van de rechtsstaat. De Hoge Raad besloot in de tweede helft van maart dat de Deventer moordzaak niet wordt heropend. Een dag daarna kreeg de Hoge Raad van de CEAS het advies de zaak Ina Post wel te heropenen. Eenzelfde advies werd eerder uitgebracht in de zaak Lucia de B. en de Enschedese ontuchtzaak.
De CEAS concludeert bij monde van professor Buruma in haar jaarverslag 2007 dat de huidige procedure om zaken heropend te krijgen gewijzigd moet worden om aan aantal beperkingen weg te nemen:
- veroordeelden kunnen zelf geen zaken voor onderzoek voordragen bij de Commissie, dit recht is voorbehouden aan functionarissen, bijvoorbeeld een politieagent in gewetensnood, en wetenschappers,
- alleen de ernstigste zaken kunnen worden aangemeld,
- de onderzoeksbevoegdheden van de Commissie niet goed geregeld.

Een ander kritiekpunt is dat alleen het handelen van de politie en het Openbaar Ministerie wordt onderzocht; de rol van de rechter in een zaak blijft volledig buiten beschouwing.
Deze kritiek wordt ook buiten de CEAS gedeeld. Dit gebeurde tijdens een door de Socialistische Partij in begin maart georganiseerd symposium waar rechtspsychologen en rechtswetenschappers hun zorg uitspraken over de talloze en ernstige fouten die in strafprocessen worden gemaakt. Vrijwel alle betrokkenen en deskundigen lijken het er over eens dat er een onafhankelijke Revisieraad moet worden ingesteld die onderzoek doet naar afgesloten strafzaken.